# يوجين غوستمان
يوجين غوستمان (بالإنجليزية: Eugene Goostman) هو برنامج ذكاء اصطناعي حاسوبي يقوم بإجراء محادثات عبر الإنترنت كطفل أوكراني عمره 13 سنة. هذا البرنامج مطور من قبل فلاديمير فيسيلوف، يوجين ديمشينكو وسيرجي ألاسين.
بتاريخ 7 حزيران / يونيو 2014 وفي حدث أقيم في الجمعية الملكية في العاصمة البريطانية لندن وبتنظيم جامعة ريدنج تمكن يوجين غوستمان من اجتياز اختبار تورنغ حيث تمكن من إقناع 33% من الحكام بأقل من 5 دقائق بأنه إنسان وهذه هي المرة الأولى التي يستطيع برنامج حاسوبي اجتياز هذا الاختبار.

## وصلات خارجية
الموقع الرسمي